# Romano Prodi
Romano Antonio Prodi, född 9 augusti 1939 i Scandiano i Emilia-Romagna, är en italiensk ekonom, professor och vänsterliberal politiker. Han var Italiens konseljpresident (regeringschef) 1996–1998 och 2006–2008. Mellan 1999 och 2004 var Prodi ordförande för Europeiska kommissionen (Kommissionen Prodi). 
År 1969 gifte sig Prodi med Flavia Franzoni och tillsammans har de två söner, Giorgio och Antonio. Familjen bor i Bologna i Italien.

## Utbildning
Efter att ha avslutat sin grundskoleutbildning på Liceo Ludovico Ariosto i Reggio Emilia studerade han på Milanos katolska universitet där han tog en juristexamen 1961. Prodis akademiska karriär startade på institutionen för ekonomi på fakulteten för statsvetenskap vid universitetet i Bologna, där han arbetade som assisterande professor 1963. Mellan 1971 och 1999 var han professor i industriell organisation och industripolitik.
Han har också ägnat ett år som gästprofessor vid Harvarduniversitetet 1974.

## Politik
Under mitten av 1970-talet klev han in på arenan för den italienska politiken. Han blev industriminister 1978 och innehade under 1980- och 1990-talet ministerposter vid ett flertal tillfällen. Han var ledamot av det italienska parlamentets underhus, deputeradekammaren, 1996–1999 och 2006–2008. Från 1995 ledde han Olivträdsalliansen och var Italiens regeringschef 1996–1998. Under denna tid genomdrev han en ekonomisk politik som banade väg för Italiens anslutning till EMU.

## EU-kommissionens ordförande
Den 16 september 1999 tillträdde Prodi som EU-kommissionens ordförande efter att kommissionen Santer tvingats avgå i förtid på grund av en korruptionsskandal som skadat institutionens rykte. Prodi-kommissionens makt och inflytande hade utökats som en följd av Amsterdamfördragets ikraftträdande 1 maj 1999. Vissa medier beskrev ordförande Prodi som "Europeiska unionens första premiärminister". Under Prodi-kommissionen trädde även Nicefördraget ikraft, liksom utarbetandet och signerandet av Europeiska konstitutionen. 1999 infördes euron som elektronisk valuta och eurosedlar och euromynt blev verklighet under 2002 i tolv av EU:s dåvarande 15 medlemsstater. Den 1 maj 2004 blev 10 nya länder i Central- och Sydeuropa medlemmar av unionen. Kommissionen kritiserades emellertid för att vara matt, med dålig kommunikation och misslyckande med att påverka trots förverkligandet av flera stora händelser, såsom utvidgningen och euron.

## Italiens konseljpresident 2006–2008
Som ledare för Unionen ställde Prodi upp i valet 2006 mot Silvio Berlusconi. Efter en valrysare av sällan skådat slag kunde Prodi dagen därpå[när?] utropa sig som segrare. Prodi fick endast 20 000 fler röster i ett val med cirka 40 miljoner röstande.  
Den 14 oktober 2007 blev Prodi Demokratiska partiets, Partito Democratico (PD), första ordförande efter att före detta kommunistiska Vänsterdemokraterna och mittenalliansen Prästkragen gått samman.
Regeringen Prodi lämnade in sin avskedsansökan 21 februari 2007. Prodis breda koalition föll i en fråga rörande finansieringen av Italiens soldater i Afghanistan. Denna relativt obetydliga fråga kom att växa till en ödesfråga som kom att gälla hela regeringens utrikespolitik. När två parlamentsledamöter ur Prodis koalition röstade emot regeringen valde Prodi att avgå. Italiens president Giorgio Napolitano accepterade dock inte Prodis avskedsansökan, utan gav honom den 24 februari i uppdrag att återvända till parlamentet för att ånyo pröva förtroendet för regeringen. Följande år, i början av 2008, fälldes regeringen igen efter att det kristdemokratiska partiet (Popolari UDEUR) lämnat koalitionen, vilket ledde till att Prodis regering fälldes i senaten. Kort efter detta meddelade Prodi att han skulle lämna politiken. Talmannen i senaten misslyckades med att förhandla fram en ny regering.